# Theodor Möbius
Theodor Möbius (Lipsia, 22 giugno 1821 – 25 aprile 1890) è stato un filologo tedesco.

## Biografia
Era figlio del matematico tedesco August Ferdinand Möbius. 
Studiò presso le Università di Lipsia (1840-1842) e di Berlino (1842-1843), ottenendo il dottorato a Lipsia nel 1844. 
Dal 1845 al 1861 fu assistente, poi curatore, presso la Biblioteca universitaria. 
Ottenne l'abilitazione a Lipsia nel 1852 con la tesi Über die ältere isländische Saga.
Nel 1859 diventò professore di lingue scandinave e letteratura. Nel 1865 accettò una posizione simile all'Università di Kiel.

## Opere principali
- (LA)  Catalogus librorum islandicorum et norvegicorum ætatis mediæ editorum versorum illustratorum: Skáldatal sive Poetarum recensus Eddæ upsaliensis, Lipsiæ: Apud W. Engelmannum, 1856.
- Altnordisches Glossar: wörterbuch zu einer Auswahl alt-isländischer und alt-norwegischer Prosatexte, Leipzig: B.G. Teubner, 1866.
- Uber die Altnordische Sprache, Halle, Waisenhaus, 1872.
- Die lieder der Älteren Edda, Paderborn: F. Schöningh, 1876.
- Analecta norrœna: Auswahl aus der isländischen und norwegischen Litteratur des Mittelalters, Leipzig: J.C. Hinrichs, second edition 1877 – * "Analecta Norröna": Selections from Icelandic and Norwegian literature of the Middle Ages.[1]